# Cheng Fen-fen
Cheng Fen-fen (鄭芬芬, Cheng Fenfen), née le 11 janvier 1970 à Taïwan, est une réalisatrice et scénariste taïwanaise.

## Filmographie
Source : Cheng Fen-fen, in Wikipédia taïwainais

### Téléfilms
- 2003 : I Lost My Grandpa (我把阿公搞丟了)
- 2004 : Shadow Caller (手機有鬼)
- 2006 : Sell My Life (拍賣世界的角落)
- 2008 : The Key of Happiness（幸福的鑰匙)
- 2008 : Long Vacation (長假)
- 2008 : Finding Her (查無此人)
- 2009 : The Life Book (生命紀念冊)

### Films
- 2007 : Keeping Watch (沉睡的青春, Chen shui de qing chun)
- 2009 : Hear Me (听说, Ting Shuo)
- 2012 : Bear It (熊熊愛上你,Xiong xiong ai shang ni)

## Distinctions

### Récompense
Prix Golden Bell 2004
- Meilleur scénario (Shadow Caller)

### Nominations
Prix Golden Bell 2008
- Meilleur réalisateur (Long Vacation)
- Meilleur scénario

Taipei Film Awards 2009
- Meilleur film (Hear Me)